# Bir Sreshtho
Bir Sreshtho (бенг. বীরশ্রেষ্ঠ, «Самый доблестный герой») — высшая воинская награда Республики Бангладеш. Ей награждены семь человек — борцов за свободу, погибшие во время боевых действий. Награждённые считаются мучениками.
Высшие воинские награды Бангладеш в порядке убывания значимости:
- Bir Sreshtho (Бенгальский: বীরশ্রেষ্ঠ, «Самый доблестный герой») — высшая военная награда Бангладеш. Учреждена в 1971 году. Награждены семь борцов за свободу, умершие во время боевых действий. Награждённые считаются мучениками.
- Bir Uttom (Бенгальский: বীর উত্তম; буквально «Великий доблестный герой») — вторая по значимости награда за храбрость в Бангладеш после Bir Sreshtho («Самый доблестный герой») и высшая награда за храбрость живому человеку. Учреждена в 1973 году. Награды удостоены 69 человек.
- Bir Bikrom (Бенгальский: বীর বিক্রম; «Доблестный герой») — третья по значимости награда в Бангладеш. Учреждена в 1973 году. Награждены 175 бойцов.
- Bir Protik (Бенгальский: বীর প্রতীক, символ храбрости и мужества) — четвертая по значимости награда в Бангладеш. Учреждена в 1973 году. Награждено в общей сложности 426 человек — все за боевые действия во время освободительной войны Бангладеш в 1971 году.

Bir Sreshtho награждаются военнослужащие Бангладеш всех званий и родов войск, проявившие храбрость, героизм и преданность Родине в боевых действиях.

## Награждённые
Все награждённые погибли в боях во время освободительной войны 1971 года. Сообщение об учреждении награды было опубликовано в Вестнике Бангладеш 15 декабря 1973 года. Bir Sreshtho является высшей военной наградой Бангладеш — аналогом американской медалью чести или британского крест Виктории. Все семь человек награждены в 1973 году. Ниже перечислены люди, которые получили награду. 

### Армия Бангладеш
| № | Имя                 | Идентификационный номер и ранг |
| - | ------------------- | ------------------------------ |
| 1 | Мохиуддин Джахангир | ОНБ-10439 капитан              |
| 2 | Хамидур Рахман      | 3943014 сипахи*                |
| 3 | Мустафа Камал       | 3937798 сипахи*                |

Примечание: Sipahi (турецкий: سپاهی, Сипахи) — кавалерийские войска.

### ВМС Бангладеш
| № | Имя                 | Идентификационный номер и Ранг             |
| - | ------------------- | ------------------------------------------ |
| 4 | Мохаммад Рухул Амин | 62066 Механик машинного отделения, Класс-1 |

### ВВС Бангладеш
| № | Имя           | Идентификационный номер и ранг |
| - | ------------- | ------------------------------ |
| 5 | Матиур Рахман | Пак/4367 Лейтенант             |

### Пограничники Бангладеш
| № | Имя              | Идентификационный номер и ранг |
| - | ---------------- | ------------------------------ |
| 6 | Мунши Абдур Роуф | Ефрейтор                       |
| 7 | Нур Мухаммед     | 9459 Ефрейтор                  |

Примечание: при обращении к мученикам слово «шахид» часто ставится перед каждым именем в знак уважения.
Список подготовлен в «Вестнике Бангладеш».